# 사도 (남해군)
사도(蛇島)는 경상남도 남해군 미조면 미조리에 있는 섬이다. 특정도서로 지정하여 관리되고 있다.

## 특정도서
사도는 지형·경관이 매우 우수하고, 식생상태가 양호하며 상록수림이 분포하고 있어 독도 등 도서지역의 생태계보전에 관한 특별법에 의거 특정도서로 지정되었다.
- 지정번호 : 제35호
- 면적 : 30,744m2
- 지번 : 경상남도 남해군 미조면 미조리 산391, 산392